# Wes Bentley
Wesley Cook Bentley (sinh ngày 4 tháng 9 năm 1978) là nam diễn viên người Mỹ. Anh được biết đến qua các vai như Ricky Fitts trong American Beauty (1999), Seneca Crane trong The Hunger Games (2012), Doyle trong Interstellar (2014) và Erik trong Mission: Impossible - Fallout.

## Đời tư
Bentley sinh ra tại Jonesboro, Arkansas, và lớn lên tại Little Rock. Anh là con thứ ba trong gia đình có bốn anh em. Mẹ anh là Cherie Baker, cha anh là David Bentley. Gia đình anh là người gốc Đức, Scotland và Anh.
Năm 1996, anh tốt nghiệp Trung học Sylvan Hills ở Sherwood, Arkansas. Sau đó anh theo học diễn xuất ở trường Juilliard, sau khi học được một năm thì anh nghỉ học và theo đuổi nghề diễn viên.

## Danh sách phim

### Truyền hình
| Năm     | Tên                               | Vai             | Ghi chú |
| ------- | --------------------------------- | --------------- | ------- |
| 2011    | Tilda                             |                 |         |
| 2014    | Open                              | Evan Foster     |         |
| 2014–15 | American Horror Story: Freak Show | Edward Mordrake | 3 tập   |
| 2015–16 | American Horror Story: Hotel      | Det. John Lowe  | 11 tập  |
| 2016    | American Horror Story: Roanoke    | Ambrose White   | 5 tập   |
| 2016    | American Horror Story: Roanoke    | Dylan           | 3 tập   |
| 2018–24 | Yellowstone                       | Jamie Dutton    | 21 tập  |